# Cardi B
Belcalis Marlenis Almánzar (New York, 11 oktober 1992), beter bekend als Cardi B, is een Amerikaanse rapper en tv-persoonlijkheid.

## Biografie
Cardi B werd in 1992 in The Bronx in New York geboren als dochter van een Dominicaanse vader en een Trinidadiaanse moeder. Ze groeide op in Highbridge, een buurt in The Bronx. Voor haar doorbraak in de muziekwereld werkte ze onder andere als stripper.
Haar ex-man is rapper Offset (Kiari Cephus), die bekend was als lid van de groep Migos. Cardi B heeft drie kinderen samen met hem

### Carrière
Cardi B verwierf bekendheid door haar deelname aan de realityserie Love & Hip Hop: New York. Begin 2016 verliet zij deze serie, om zich op haar muzikale carrière te richten. Op 7 maart 2016 bracht ze haar eerste mixtape Gangsta Bitch Music, Vol. 1 uit. In september van datzelfde jaar volgde haar eerste album getiteld Underedimated: The Album.
Op 20 januari 2017 verscheen haar tweede mixtape Gangsta Bitch Music, Vol. 2. Eind februari maakte Cardi B bekend dat ze haar eerste platencontract bij Atlantic Records getekend had. Haar grote doorbraak volgde na het uitbrengen van de single Bodak Yellow, die in juni 2017 verscheen. Bodak Yellow bereikte in oktober 2017 plek 1 in de Billboard Hot 100 en plek 24 in het Verenigd Koninkrijk. 
In januari 2018 bracht Cardi B de remixsingle Finesse in samenwerking met Bruno Mars uit, gevolgd door haar single Be Careful, die twee maanden later verscheen. Op 6 april 2018 bracht ze haar eerste studioalbum onder de titel Invasion of Privacy uit. Het album bereikte meteen plek 1 in de Billboard 200.
In 2018 benoemde Time haar tot een van de honderd invloedrijkste personen ter wereld in hun jaarlijkse lijst.
In februari 2019 won Almánzar een Grammy Award voor het beste rapalbum in 2018.

## Discografie

### Albums
- 2016: Gangsta Bitch Music, Vol. 1 (mixtape)
- 2017: Gangsta Bitch Music, Vol. 2 (mixtape)
- 2018: Invasion of Privacy

### Singles
- 2016: Stripper Hoe
- 2016: What a Girl Likes
- 2016: Bronx Season
- 2017: Bodak Yellow
- 2017: MotorSport (met Migos en Nicki Minaj)
- 2017: Bartier Cardi (met 21 Savage)
- 2018: Finesse (met Bruno Mars)
- 2018: Girls (met Rita Ora, Charli XCX en Bebe Rexha)
- 2018: Girls Like You (met Maroon 5)
- 2018: I Like It (met Bad Bunny en J Balvin)
- 2018: Money
- 2018: Be careful
- 2018: Please Me (met Bruno Mars)
- 2018: Taki Taki (met DJ Snake, Ozuna en Selena Gomez)
- 2019: South of the Border (met Ed Sheeran en Camila Cabello)
- 2020: WAP (met Megan Thee Stallion)
- 2021: Up

- Bibliothèque nationale de France: cb178229733 (data)
- Gemeinsame Normdatei: 1176053957
- International Standard Name Identifier: 0000 0004 6755 9247
- Library of Congress Control Number: no2018015272
- MusicBrainz: 2f3c4d70-0462-40da-bba3-0aec5772c556
- Nationale Bibliotheek van Tsjechië: pag20201084565
- Virtual International Authority File: 25151836578320402919
- WorldCat: E39PBJfh3Dm7mfJmGry7qKTGpP